# Fakó gulyajáró
A fakó gulyajáró (Agelaioides fringillarius) a madarak osztályának verébalakúak (Passeriformes) rendjébe, azon belül a csirögefélék (Icteridae) családjába tartozó faj.
Magyar neve forrással nincs megerősítve.

## Rendszerezése
A fajt Johann Baptist von Spix német biológus írta le 1824-ben, az Icterus nembe Icterus fringillarius néven. Besorolása vitatott egyes szervezetek szerint a barnaszárnyú gulyajáró (Agelaioides badius) alfaja Agelaioides badius fringillarius néven.

## Előfordulása
Dél-Amerikában, Brazília keleti részén honos. A természetes élőhelye szubtrópusi és trópusi síkvidéki száraz erdők és cserjések, valamint szántóföldek, legelők és városi környezet. Állandó, nem vonuló faj.

## Megjelenése
A hím átlagos testhossza 17,5 centiméter, testtömege 40,1gramm.

## Életmódja
Magvakkal és ízeltlábúakkal táplálkozik.